# Phare de Port-Saïd
Le phare de Port-Saïd est un édifice situé rue de Palestine à Port-Saïd, Égypte, dont il est un des symboles. Il n'a plus de fonction de phare aujourd'hui.

## Historique
Le phare a été construit en 1869 sous le règne d'Ismaïl Pacha sur des plans de l'architecte français François Coignet. Le phare est mis en service une semaine avant les cérémonies d'inauguration du canal de Suez en 1869 pour guider les navires. Le phare est haut de 56 mètres et l'accès au sommet se fait par un escalier hélicoïdal de 256 marches.

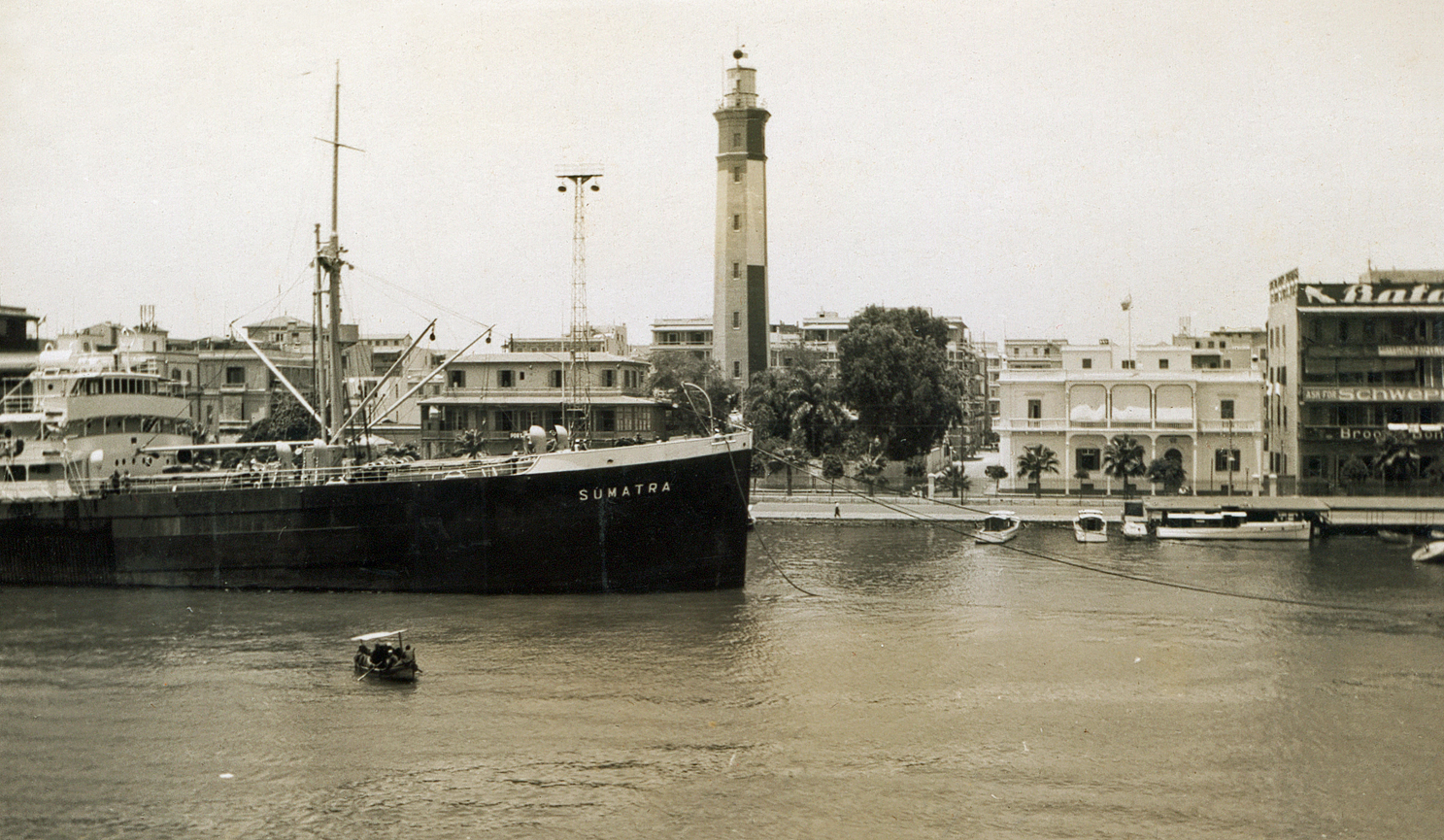
Le phare de Port-Saïd dans les années 1930.

Pour construire cette tour, symbole de la ville de Port-Saïd, on a empilé des couches de 20 à 25 centimètres d'épaisseur, tassées les unes sur les autres par pilonnage.
Pour assurer la cohésion de l'ensemble, on a intercalé à l'intérieur des chaînages de fers plats disposés de manière concentrique ou en équerre. Ce fut une double innovation : on utilise désormais le béton comme un matériau à part entière et non plus comme simple remplissage, et de plus, on le renforce par des  barres de métal. On vient tout simplement d'inventer le béton armé.
Le phare de 1869 n'est plus en service à la suite de la construction d'un nouveau phare.
Les intellectuels égyptiens militent pour transformer le phare en musée.